# Burmoniscus taitii
Burmoniscus taitii is een pissebed uit de familie Philosciidae. De wetenschappelijke naam van de soort is voor het eerst geldig gepubliceerd in 2002 door Kwon & Kim.